# 福尔日拉福雷
福尔日拉福雷（法語：Forges-la-Forêt，法語發音：[fɔʁʒ la fɔʁɛ]）是法国伊勒-维莱讷省的一个市镇，属于富热尔-维特雷区。

## 地理
福尔日拉福雷（47°51'34"N, 1°16'53"W）面积6.04 平方千米，位于法国布列塔尼大區伊勒-维莱讷省，该省份为法国西北部沿海省份，位于布列塔尼半岛东部，北濒大西洋，西接阿摩尔滨海省和莫尔比昂省，南至大西洋卢瓦尔省，西南端接曼恩-卢瓦尔省，东临马耶讷省，东北与芒什省接壤。
与福尔日拉福雷接壤的市镇（或旧市镇、城区）包括：舍兰、埃昂塞、马蒂涅费绍、拉内、勒捷。

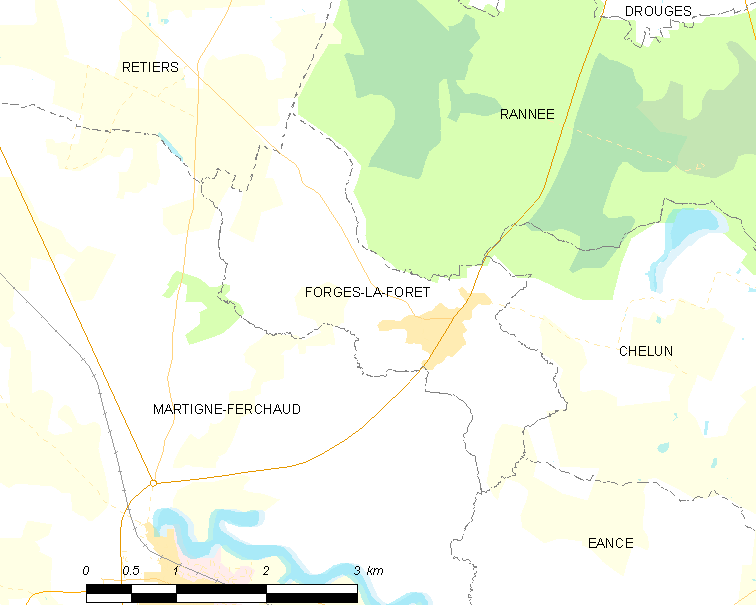
福尔日拉福雷的OSM定位图

福尔日拉福雷的时区为UTC+01:00、UTC+02:00（夏令时）。

## 行政
福尔日拉福雷的邮政编码为35640，INSEE市镇编码为35114。

## 政治
福尔日拉福雷所属的省级选区为布列塔尼地区拉盖尔什县。

## 人口

1962-2008年间福尔日拉福雷人口变化图示

福尔日拉福雷于2022年1月1日时的人口数量为265人。